# 徐國士
徐國士（1942年12月6日—2023年2月28日）是臺灣的環境保育學家、自然資源管理學家、生態學家，美國普渡大學森林與自然資源博士，歷任臺灣省林業試驗所副研究員、太魯閣國家公園管理處首任處長、國立東華大學自然資源管理研究所創所所長、國立臺灣科學教育館館長，並擔任中華民國國家公園學會理事長、中華植物學會理事長，專長於植物生態學、自然保育、自然資源管理，同時也是臺灣特有植物「臺灣水韭」發現者，是少數在學術界與實務界有所成就之學者。自國立東華大學退休後，獲聘為國立東華大學環境學院榮譽教授、中國科學院植物研究所榮譽研究員。

## 生平

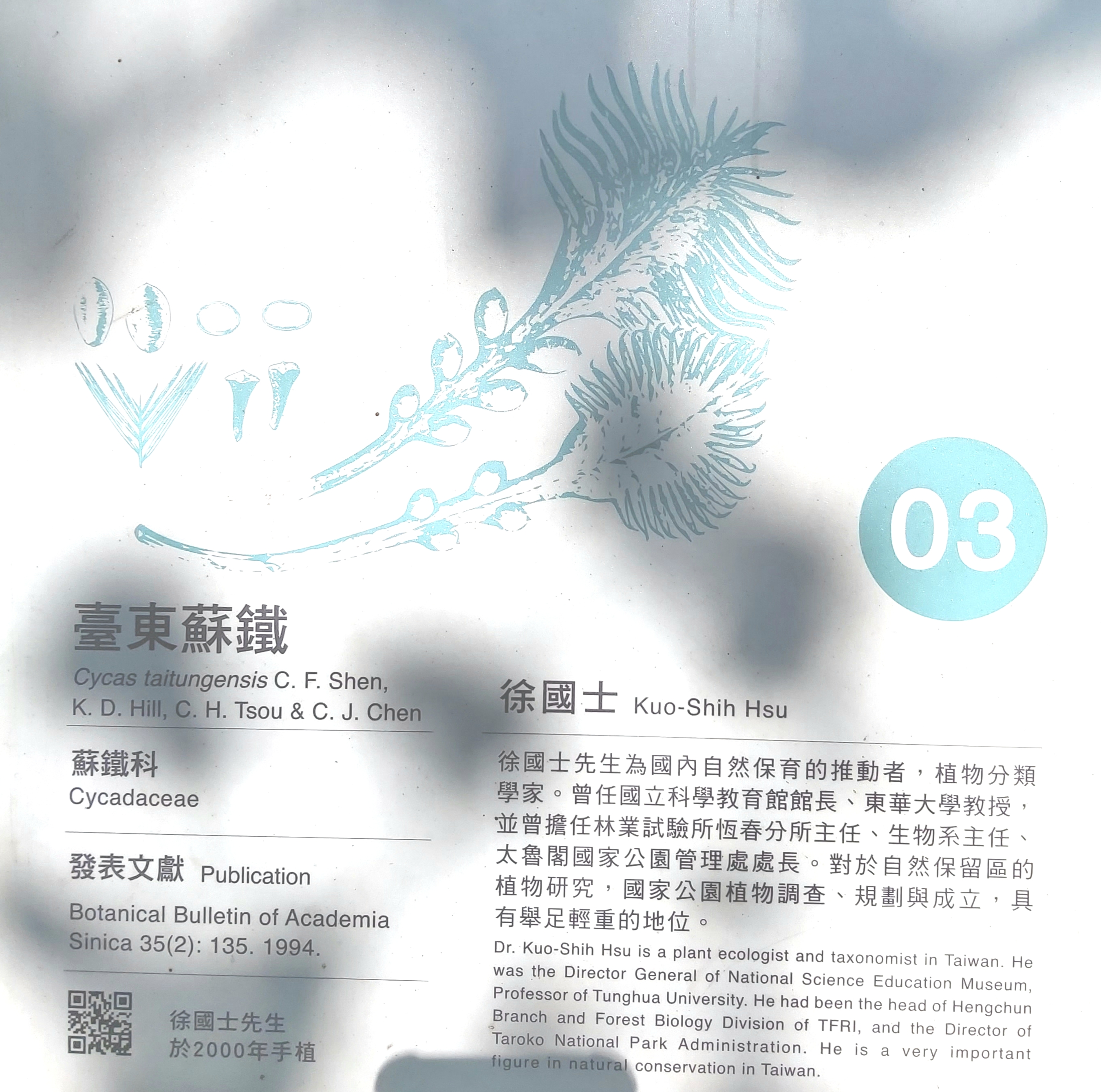
台北植物園「植物名人園」中的臺東蘇鐵與徐國士紀念牌

1942年徐國士生於廣西省桂林市，父親徐伏秋為湖南省長沙縣人，為陸軍官校第十四期，1949年第二次國共內戰戰後隨中華民國政府遷臺，輾轉落腳於花蓮縣，1951年父因胃病復發病逝，年40歲。徐國士母親戴素冰育有徐國士等兄弟姊妹六人，徐為長子，上有兩位姊姊、下有兩位弟弟和一位妹妹。
徐國士畢業於國立臺灣師範大學生物系、國立臺灣大學植物研究所，並於美國普渡大學獲得森林與自然資源博士學位。徐國士的職業生涯涵蓋學術界與政府部門，早期在臺灣省林業試驗所擔任副研究員、森林生物主任、恆春分所主任等職。1971年，他在陽明山發現了台灣特有植物「台灣水韭」，這一發現不僅引起了學界的廣泛關注，也成為他研究生態的重要里程碑。1973年，時任林試所研究員的柳榗與徐國士共同完成鴛鴦湖生態研究，也為該區後續設立自然保護區奠定重要基礎。之後，出任內政部營建署國家公園組組長。
隨著臺灣政府準備建立太魯閣國家公園，其加入並擔任太魯閣國家公園籌備處處長。1990年，正式出任太魯閣國家公園管理處首任處長，擔任處長期間其阻止了對當地生態造成重大影響的開發計劃，包含立霧溪水力發電計畫等，並協調建設管理處行政中心、遊客中心等設施，以及白楊步道和砂卡礑步道等遊客景點。
1992年，隨著國立東華大學籌備創校，徐國士被牟宗燦創校校長延攬為旗下自然資源管理領域籌備者，隨即辭去太魯閣國家公園處長職務，投入教育界。1994年，國立東華大學正式建校，徐國士出任國立東華大學自然資源管理研究所教授暨創所所長，教授植物生態學、自然保育、國家公園管理等課程。2000年，借調至國立臺灣科學教育館出任館長。2003年，自國立臺灣科學教育館卸任歸建國立東華大學，並任教至退休。退休後，獲聘為國立東華大學環境學院榮譽教授、中國科學院植物研究所榮譽研究員。
2023年2月28日，徐國士病逝於門諾醫院安寧病房，同年3月12日上午在花蓮市殯儀館懷德廳舉行奠儀，隨後發引火化，靈骨安奉於新北市萬里區天祥禪寺。

## 爭議
2000年至2003年徐國士擔任國立臺灣科學教育館館長期間負責科教館自南海學園遷址士林區新館的各項業務，由「樹茂公司」負責人董素貞負責新館軟體工程營建管理服務，兩人被指控共謀將「第一單元統包採購案」等案件指定給特定廠商承作，董素貞靠洩漏採購案資訊，圖利包商獲得4165萬元的報酬。2009年檢方將徐、董等人起訴，士林地方法院歷經6年審理後，認定徐國士漠視政府採購須依公平公開的程序將他判刑7年6個月、董素貞洩密並收取高額回扣被判刑8年6個月徒刑。二審考量爭訟逾8年符合速審決規定，減刑後將徐、董各判刑6年、6年6個月，最高法院撤銷後，臺灣高等法院更一審逆轉改判徐國士無罪、董素貞2年1個月。

## 外部連結
- . gpost.lib.nccu.edu.tw.   [2024-09-25]. （原始内容存档于2025-01-23）.